# Municipio de Rocky Point
El municipio de Rocky Point (en inglés: Rocky Point Township) es un municipio ubicado en el  condado de Pender en el estado estadounidense de Carolina del Norte. En el año 2010 tenía una población de 7.266 habitantes.

## Geografía
El municipio de Rocky Point se encuentra ubicado en las coordenadas 34°26′3.6″N 77°52′55.95″O / 34.434333, -77.8822083.